# Rob Bailey
Rob Bailey era bajista de la banda de Hard Rock AC/DC. Se unió a la banda en abril de 1974, uniéndose a Malcolm Young (guitarra rítmica), Angus Young (guitarra), Dave Evans (voz) y Peter Clack en (batería).
Fue uno de los miembros más regulares de la sección rítmica de la banda durante el año 1974, continuando hasta enero de 1975. Él apareció en la cinta de vídeo de AC/DC, del primer sencillo de esta banda "Can I Sit Next To You Girl". Después de su partida, AC/DC no tenía un bajista fijo hasta la llegada de Mark Evans en marzo de 1975. Durante este tiempo la posición fue ocupada por Larry Van Kriedt, George Young, y en ocasiones por Paul Matters.
Bailey era un miembro de la banda durante la grabación de su álbum debut High Voltage pero el crédito en el álbum fue atribuido a George Young.
- Datos: Q1319828